# Ginger Beaumont
Clarence Howeth Beaumont dit Ginger Beaumont (28 juillet 1876 - 10 avril 1956), est un joueur américain de baseball qui évolue en ligues majeures de 1899 et 1910. Avec une moyenne au bâton de 0,357 en 1902, il est champion de la batte en Ligue nationale. Beaumont remporte avec les Pirates de Pittsburgh le fanion de la Ligue nationale en 1901, 1902 et 1903 et en 1910 avec les Cubs de Chicago. Surnommé « Ginger » en raison des tons roux de se chevelure, il connaît l'honneur d'être le premier batteur à passer au marbre à l'occasion du premier match de l'histoire des Séries mondiales le 1er octobre 1903.

## Carrière
Natif de Rochester (Wisconsin), Beaumont commence sa carrière en semi-professionnel sous les couleurs plusieurs formations de l'Arkansas (1896-1898). Il joue alors au poste de receveur. Recruté par Connie Mack en 1898 pour une équipe de Milwaukee en Western League, Beaumont se fait remarquer par les recruteurs des ligues majeures. Il fait ses débuts en Ligues majeures le 21 avril 1899 sous les couleurs des Pirates de Pittsburgh. Beaumont devient alors champ extérieur pour les besoins de l'équipe. 
Sa première saison est remarquable avec 0,352 de moyenne au bâton. Lors du match joué le 22 juillet, il frappe six coups sûrs lors de ses six passages à la frappe. Après une saison 1900 en demi-teinte (0,279 au bâton), Beaumont s'affirme comme l'un des frappeurs réguliers de la Ligue et avec une moyenne au bâton de 0,357 en 1902, il est champion de la batte en Ligue nationale. Ses performances aident les Pirates à remporter le titre de la Ligue nationale en 1901 et 1902.
Il reste chez les Pittsburgh Pirates de 1899 à 1906 et prend part à la conquête du titre de la Ligue nationale en 1903 donnant accès à la première édition des Séries mondiales. Cette saison-là, il est leader des catégories statistiques pour les passages au bâton (613), points (137) et coups sûrs (209). Les Pirates s'inclinent face aux Bostons Americans en World Series, mais Beaumont connaît l'honneur d'être le premier batteur à passer au marbre à l'occasion du premier match le 1er octobre 1903. Lors de cette série, il prend part aux huit rencontres disputées, pour 34 passages au bâton et une moyenne de 0,265.
Beaumont est transféré le 11 décembre 1906 aux Boston Beaneaters où il joue trois saisons. Il termine sa carrière sous les couleurs des Chicago Cubs où il est transféré le 1er février 1910. Les Cubs enlèvent le titre de la Ligue nationale permettant à Beaumont de faire une nouvelle apparition en Série mondiale. Utilisé comme joueur d'utilité, il n'effectue que deux passages au bâton en trois matchs joués lors de ces séries 1910, perdues par les Cubs.
Il achève sa carrière de joueur en 1911 en jouant une saison avec St. Paul en American Association et devient fermier.